# Università di Valladolid

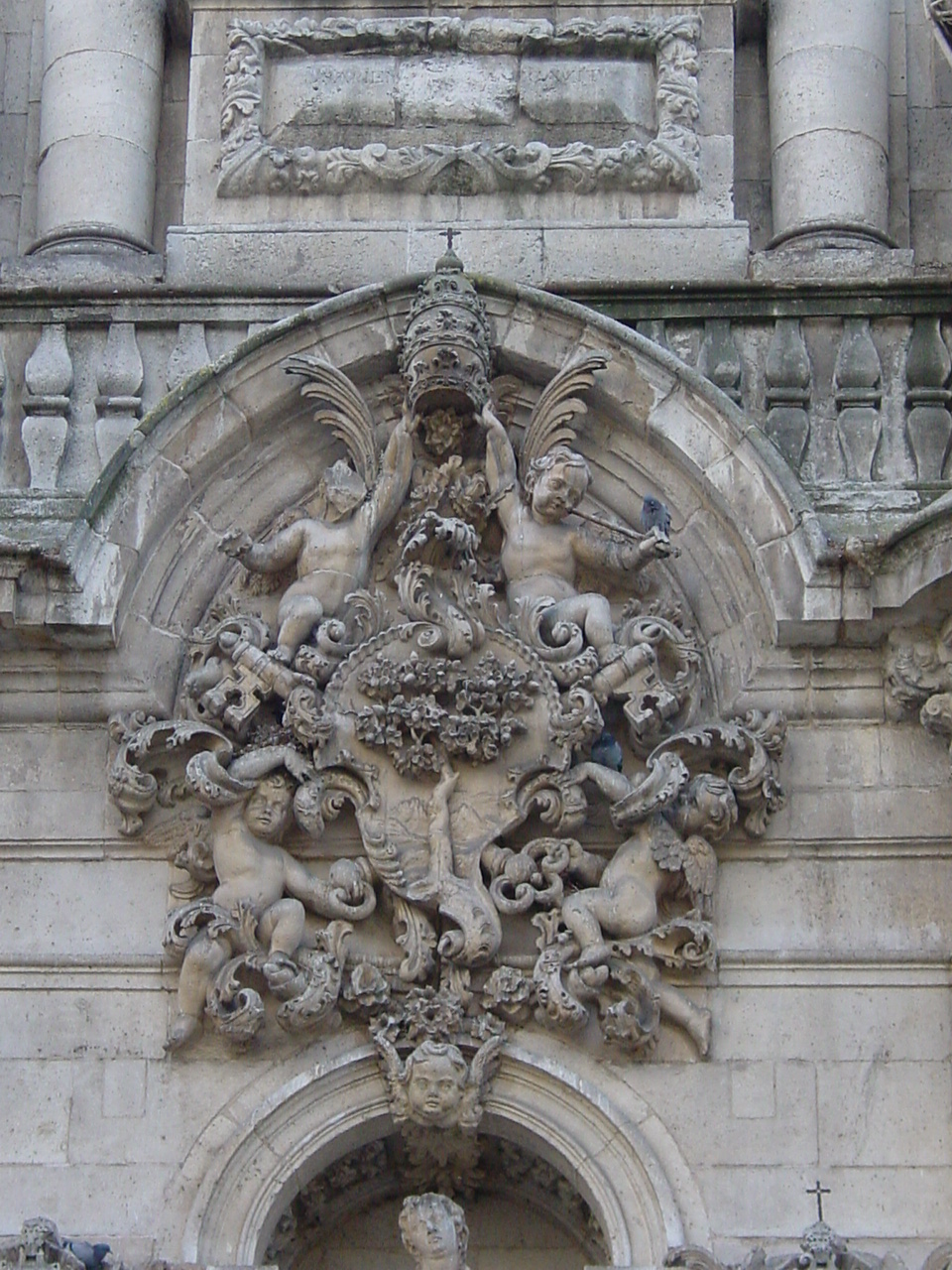
L'emblema dell'Università scolpita nella facciata della Facoltà di Giurisprudenza

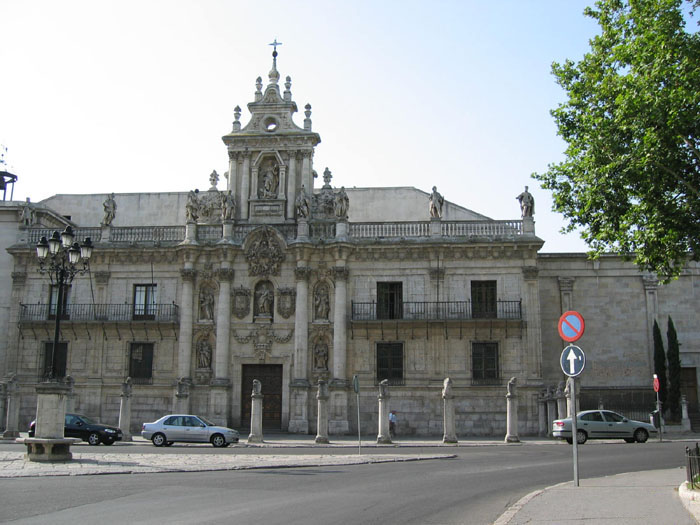
Facciata barocca dell'edificio realizzato nel 1715, oggi sede della Facoltà di Giurisprudenza

L'Università di Valladolid (in spagnolo Universidad de Valladolid, in acronimo UVa) è un'antica istituzione universitaria fondata da Alfonso VIII di Castiglia nel XIII secolo.

## Storia

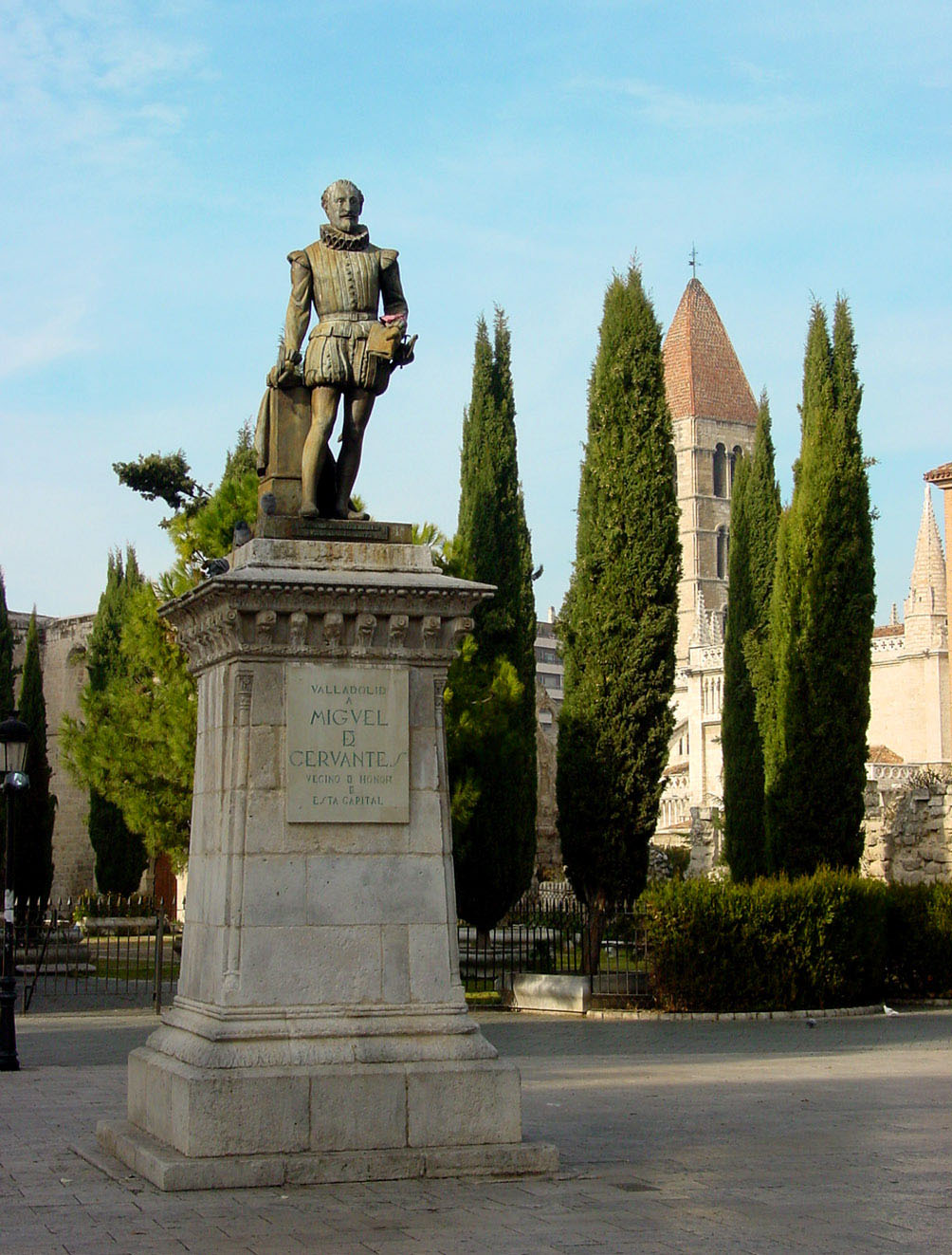
Monumento a Miguel de Cervantes, situato nella Plaza de la Universidad

Tra le più antiche del paese, essendo confluita in essa l'Università di Palencia, la più antica della Spagna. L'Università venne creata, secondo recenti ricerche, prima per intervento reale e comunale, come indicato nei documenti delle donazioni al nuovo studio dal re castigliano al Consiglio cittadino che avrebbe agito come intermediario per la fondazione. Un'altra ipotesi la vede come il risultato del trasferimento dello Studium Generale da Palencia tra il 1208 e il 1241, effettuato sempre per iniziativa di Alfonso VIII, re di Castiglia, e del vescovo Tello Téllez de Meneses.

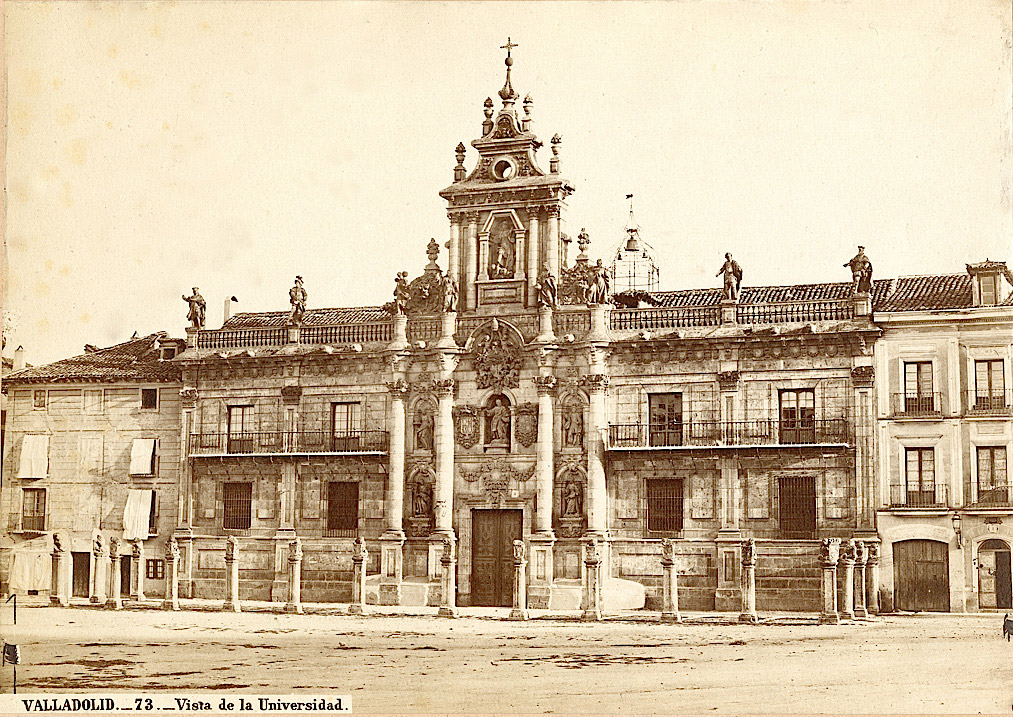
Università di Valladolid da Juan Laurent, c. 1865, Department of Image Collections, National Gallery of Art Library, Washington, DC

Fin dalla sua nascita si lega strettamente allo sviluppo culturale ed economico della città. Durante il XX secolo, in particolare, in coincidenza con un ampliamento del numero degli studenti e un ampliamento degli studi e una maggiore facilità di accesso, l'Università è attivamente partecipe degli eventi storici e delle questioni sociali del luogo e del paese. Così, allo scoppio della guerra civile nel 1936 lo scontro che coinvolse l'università portò alla epurazione, e in alcuni casi all'esecuzione di molti professori e insegnanti.

L'università viene rappresentata all'interno della festività cittadina della Settimana Santa dalla Confraternita Universitaria del Santo Cristo de la Luz, che sfoggia annualmente l'omonima opera dello scultore Gregorio Fernández, inserita nella cappella del Collegio di Santa Cruz.
Negli anni ottanta l'Università ha intrapreso la costruzione di nuove strutture nel distretto di La Rondilla, ma diffondendosi anche in diverse aree. Più tardi iniziare la costruzione nel quartiere di Betlemme e di San Pedro Regalado. Ma gli edifici di questo campus chiaramente correlato per l'ambiente, in assenza di un preciso piano urbanistico.

## Biblioteca
La biblioteca universitaria conta di 500 000 volumi.